# Jimma Aba Jifar FC
El Jimma Aba Jifar FC, conocido también como Jimma Kenema, es un equipo de fútbol de Etiopía que juega en la Liga etíope de fútbol, la primera división de fútbol en el país.

## Historia
Fundado en la ciudad de Jimma, logra el ascenso a la Liga etíope de fútbol en la temporada 2016/17, y como equipo recién ascendido logra el título de liga.
A nivel internacional ha participado en dos torneos continentales, donde en su primera aparición fue eliminado en la primera ronda de la Liga de Campeones de la CAF 2018-19 por el Al-Ahly SC de Egipto, y posteriormente fue eliminado en la ronda de playoff de la Copa Confederación de la CAF 2018-19 por el Hassania Agadir de Marruecos.

## Palmarés
- Liga etíope de fútbol: 1

2017/18

## Participación en competiciones de la CAF
| Temporada | Torneo                       | Ronda      | Club             | Casa | Visita | Global |
| --------- | ---------------------------- | ---------- | ---------------- | ---- | ------ | ------ |
| 2018/19   | Liga de Campeones de la CAF  | Preliminar | Djibouti Télécom | 2-2  | 3-1    | 5-3    |
| 2018/19   | Liga de Campeones de la CAF  | 1          | Al-Ahly SC       | 1-0  | 0-2    | 1-2    |
| 2018/19   | Copa Confederación de la CAF | Playoff    | Hassania Agadir  | 0-1  | 0-4    | 0-5    |

## Jugadores

### Jugadores destacados
- Daniel Agyei[4]
- Okiki Afolabi

## Entrenadores

### Entrenadores destacados
- Gebremehdine Haile[5]